# LaDontae Henton
LaDontae Henton (nacido el 6 de enero de 1992 en Lansing, Michigan) es un jugador de baloncesto estadounidense  que pertenece a la plantilla del Maccabi Ashdod B.C. de la Ligat ha'Al, la primera categoría del baloncesto israelí. Mide 1,98 metros de estatura, y juega en la posición de alero.

## Trayectoria deportiva

### Universidad
Llegó a la  Universidad de Providence en la temporada 2011-12 después de cursar High School en la Eastern High School de su ciudad natal. 
En su primera campaña en la Universidad de Providence, Henton disputó 32 partidos exhibiendo unos buenos números, con una media de 14.3 puntos, 8.6 rebotes y 1.1 asistencias por partido. Estos dígitos se confirmaron en las dos siguientes campañas y en la última, la 14-15, subieron un peldaño con promedios de 19.7 puntos, 6.5 rebotes y 1.4 asistencias por encuentro.
En julio de 2015, el alero estadounidense disputó la prestigiosa Liga de Verano de Las Vegas con el actual campeón de la NBA, Golden State Warriors. En dicho torneo, Henton participó en 6 partidos, en los que presentó una media de 8.3 puntos y 2.8 rebotes por partido.

### Europa
En agosto de 2015 se convierte en  fichaje del Club Baloncesto Sevilla, firma por una temporada al joven alero estadounidense, que afronta su primera experiencia en Europa tras mostrar un gran nivel en la NCAA con la Universidad de Providence y brillar en la Liga de Verano de Las Vegas con Golden State.